# ميدالية دو مورغان
ميدالية دو مورغان هي جائزة للمساهمات البارزة في مجال الرياضيات،و التي تمنحها جمعية الرياضيات في لندن. و هذه أكثر جائزة مرموقة للجمعية ، وتعطى في ذكرى أوغستوس دو مورغان، الذي كان أول رئيس للجمعية.

## قائمة الفائزين بالجائزة[1]
- 1884 آرثر كيلي
- 1887 جيمس جوزيف سيلفستر
- 1890 جون ويليام ستروت
- 1893 فيليكس كلاين
- 1896 صامويل روبرتس
- 1899 ويليام برنسايد
- 1902 آلفريد جورج غرينهل
- 1905 هنري فريدريك بيكر
- 1908 جيمس يتبريد لي جلايشر
- 1911 هوراس لامب
- 1914 جوزيف لارمور
- 1917 وليام هنري يونغ
- 1920 ايرنست وليام هوبسون
- 1923 بيرسي ألكساندر مكماهون
- 1926 أوغوستوس إدوارد هوف لوف
- 1929 غودفري هارولد هاردي
- 1932 بيرتراند راسل
- 1935 ادموند تايلور ويتاكر
- 1938 جون إيدنسور ليتلوود
- 1941 لويس مورديل
- 1944 سيدني تشابمان (رياضياتي)
- 1947 جورج نيفل واتسون
- 1950 أبراهام سموالوفيتش بيسيكوفيتش
- 1953 إدوارد تشارلز تيتشمارش
- 1956 جيفري إنغرام تايلور
- 1959 وليام فالانس دوغلاس هودج
- 1962 ماكس نيومان
- 1965 فيليب هول
- 1968 ماري كارترايت
- 1971 كورت ماهلر
- 1974 غراهام هيغمان
- 1977 كلود آمبروز رودجرز
- 1980 مايكل عطية
- 1983 كلاوس روث
- 1986 جون وليام سكوت كاسل
- 1989 ديفيد جورج كيندل
- 1992 ألبرخت فروليخ
- 1995 والتر هايمان
- 1998 روبرت ألكساندر رانكين
- 2001 جيمس ألكساندر غرين
- 2004 روجر بنروز
- 2007 برايان جون بيرتش
- 2010 كيث وليام مورتون
- 2013 جون تومسون
- 2016 تيموثي غاورز